# Mostafa Taha
Mostafa Taha (àrab: مصطفى طه)  (El Caire, 24 de març de 1910 - 10 de novembre de 1969) fou un futbolista egipci de la dècada de 1930.
Fou internacional amb la selecció d'Egipte amb la qual participà en la Copa del Món de futbol de 1934.
Pel que fa a clubs, destacà a Al-Mokhtalat / Farouk.